# 大和久満
大和 久満（やまと ひさみつ、1938年（昭和13年）12月6日 - 2013年（平成25年）1月2日）は、昭和、平成期に活動した新邦楽大和楽の三味線方で二代目家元。本名、高橋久満。兵庫県姫路市出身。芳村 伊十七（よしむら いそしち）の名前での長唄の三味線活動も行った。また古賀政男より芳賀 稔（はが みのる）の作曲名を受ける。社団法人長唄協会、日本コロムビア株式会社（専属）、東京北ロータリークラブに所属。

## 経歴
- 1938年（昭和13年） 兵庫県姫路市に生まれる。
- 1946年（昭和21年） 8歳から三味線の稽古を始める。
- 1954年（昭和29年） 3年間、芳村伊十郎 の内弟子となる。
- 1956年（昭和31年） 17歳で芳村伊十七の名を許される
- 1959年（昭和34年） 「創作邦楽研究会」同人となり、今藤長十郎、清元梅吉 (四世)、常磐津英寿（人間国宝）らと創作活動を始める。
- 1969年（昭和44年） 大和楽『月慈童』の作曲が縁となり、初代家元大和美世葵に望まれて、立三味線及び作曲家として、大和楽に入る。この前後で創設者の大倉聡松、岸上きみ、宮川寿朗の名人が相次いで亡くなり、低迷状態が続いていた。
- 1970年（昭和45年） 大和久満の名を許され、大和楽理事長に就任する。
- 1977年（昭和52年） テレビ東京『美の美』で2週にわたり、「枕絵」の作曲・演奏をする。
- 1977年（昭和52年） ベルギー国営放送で『日本の美』を紹介、作曲・演奏を担当する。
- 1986年（昭和61年） 名古屋西川流「名古屋をどり」において松山善三とコンビを組み、新作舞踊劇の作曲を担当する（松山とのコンビは1997年（平成9年）までであったが、久満の作曲担当はその後も継続した）。
- 1987年（昭和62年） 大和楽二代目家元襲名。
- 1988年（昭和63年） テレビ東京『芸と人～大和楽の若き家元』に出演。
- 1989年（平成元年） 尾上菊五郎劇団結成40周年記念「二月大歌舞伎」（歌舞伎座）『源氏物語絵巻』（大和久満作曲）に大和楽として歌舞伎公演に初出演する。
- 1990年（平成2年） 明仁天皇即位の儀「安の儀」において長唄立三味線を勤める。
- 1991年（平成3年） 花柳錦勇主催「若樹会」において、黒田清子（紀宮様）が大和楽『團十郎娘』『江島生島』に御出演。地方演奏を勤める
（1986年（昭和61年）の初舞台『鶯宿梅』の折も演奏を勤める）。
- 1991年（平成3年） NHK『芸能花舞台』のテーマ音楽を作曲・演奏する（1997年（平成9年）まで使われる）。
- 1991年（平成3年） NHK『名曲アルバム』に三味線音楽として初出演する（芳村伊十七）。
- 2004年（平成16年）　大和楽創設70周年記念演奏会を国立劇場にて開催、新曲『楊貴妃』発表。
- 2007年（平成19年）　芳村伊十七芸歴50周年記念長唄演奏会を国立劇場にて開催。
- 2009年（平成21年）
  - 大和楽創設75周年記念演奏会を国立劇場で開催。
  - 五代目 中村富十郎主催の「矢車会」の長唄のタテ三味線で出演。
  - 大和楽二代目家元を創設80周年を目途に引退することを表明。三代目家元は長女櫻笙が継承予定。
  - NHK『芸能花舞台』に出演。岸上きみ作曲「河」を演奏。
- 2012年（平成24年） 三代目家元の襲名は2014年（平成26年）の大和楽創設80周年での披露を予定していたが、自身の体調を考慮し、急遽家元継承式のみを前倒しで行なう。
- 2013年（平成25年） 1月2日、永眠[1]。

長唄三味線の第一人者として多方面で活躍する傍ら、大和楽家元としてもその手腕を発揮した。演奏・作曲ともに役者・舞踊家からの委嘱が多く、美しい音色と高級な曲想が人々の心を捉える。

## 受賞
- 1964年（昭和39年） 「軒端の雨」長唄協会作曲コンクール入賞。
- 1979年（昭和54年） グリーンリボン演技賞受賞。
- 2003年（平成15年）　第33回エリクソンモービル音楽賞（邦楽部門）受賞。

## 作曲（昭和44年から昭和63年）
| 曲目                 | 初演     | 作詞         | 作曲                 |
| -------------------- | -------- | ------------ | -------------------- |
| 月慈童               | 昭和44年 | 駒井義之     | 大和久満             |
| 濡桔梗               | 昭和44年 | 岩田直二     | 大和久満             |
| 四季の花             | 昭和45年 | 大和久満     | 大和久満             |
| 隅田川               | 昭和46年 | 長田幹彦     | 大和久満             |
| 花吹雪               | 昭和46年 | 田中青滋     | 大和久満             |
| すしや               | 昭和46年 | 渥美清太郎   | 大和久満             |
| おさん茂兵衛         | 昭和46年 | 花柳寿輔     | 大和久満             |
| 松の栄               | 昭和47年 | 大和久満     | 大和久満             |
| 加賀の千代           | 昭和47年 | 村上元三     | 大和久満             |
| 春鶯囀               | 昭和48年 | 綾部洸一     | 大和久満             |
| 花くらべ             | 昭和48年 | 大和久満     | 大和久満             |
| 吉野聞香             | 昭和48年 | 田中青滋     | 大和久満             |
| 江戸風流             | 昭和49年 | 仁村美津夫   | 大和久満             |
| 恋の篝火             | 昭和49年 | 綾部洸一     | 大和久満             |
| 牡丹灯籠             | 昭和49年 | 綾部洸一     | 大和久満             |
| かしく道成寺         | 昭和49年 | 初代猿若清方 | 大和久満             |
| 雪山童子             | 昭和49年 | 谷村陽介     | 大和久満             |
| 早春                 | 昭和49年 | 永山智香子   | 大和久満             |
| 芥川                 | 昭和50年 | 長谷川幸延   | 大和久満             |
| 橋本                 | 昭和50年 | 長谷川幸延   | 大和久満             |
| お春望郷             | 昭和50年 | 石川潭月     | 大和久満             |
| 花しぐれ             | 昭和50年 | 堀田英夫     | 大和久満             |
| 双花譜               | 昭和50年 | 仁村美津夫   | 大和久満             |
| お夏残照             | 昭和50年 | 田中青滋     | 岸上きみ・大和久満   |
| 浄瑠璃十二段 旅枕    | 昭和51年 | 田中青滋     | 大和久満             |
| あすなろう           | 昭和52年 | 仁村美津夫   | 大和久満             |
| 七夕                 | 昭和52年 | 花柳寛       | 大和久満             |
| 百合頌               | 昭和52年 | 田中青滋     | 大和久満             |
| 牡丹灯籠             | 昭和53年 | 土橋成男     | 大和久満             |
| 藤むらさき           | 昭和53年 | 仁村美津夫   | 大和久満             |
| 鳥竜と貴竜           | 昭和53年 | 谷村陽介     | 大和久満             |
| 船弁慶               | 昭和53年 | 谷村陽介     | 大和久満             |
| 追慕曲               | 昭和54年 | 田中青滋     | 大和久満             |
| 虹の花               | 昭和54年 | 谷村陽介     | 大和久満             |
| 情焔                 | 昭和54年 | 花柳寛       | 大和久満             |
| 宝船                 | 昭和55年 | 大和久満     | 大和久満・大和美世葵 |
| 花寿童               | 昭和55年 | 谷村陽介     | 大和久満             |
| 恋の帯（お夏清十郎） | 昭和55年 | 田中青滋     | 大和久満             |
| 妄執                 | 昭和56年 | 村上元三     | 大和久満             |
| お吟さま（花紅蓮）   | 昭和56年 | 花柳寛       | 大和久満             |
| 若き日の釈尊         | 昭和56年 | 谷村陽介     | 大和久満             |
| 江島生島恋慕蝶       | 昭和58年 | 駒井義之     | 大和久満             |
| 武蔵野風月           | 昭和58年 | 仁村美津夫   | 大和久満             |
| 源氏物語             | 昭和58年 | 土橋成男     | 大和久満             |
| 鏡花三彩             | 昭和58年 | 猿若清方     | 大和久満             |
| 柳の四季             | 昭和58年 | 立石隆一     | 大和久満             |
| 静散華               | 昭和59年 | 生田盛       | 大和久満             |
| 序の舞               | 昭和59年 | 萩原雪夫     | 大和久満             |
| 光源氏               | 昭和59年 | 谷村陽介     | 大和久満             |
| 花有情               | 昭和59年 | 小川清子     | 大和久満             |
| おさん               | 昭和60年 | 本田英郎     | 大和久満             |
| 絵踏                 | 昭和60年 | 村上元三     | 大和久満             |
| 雪の舞               | 昭和61年 | 萩原雪夫     | 大和久満             |
| 有情まんだら         | 昭和61年 | 北條喜久     | 大和久満             |
| 鶴                   | 昭和61年 | 永山智香子   | 大和久満             |
| 晶子ざくら           | 昭和61年 | 小川清子     | 大和久満             |
| 恋のすず風           | 昭和61年 | 伊藤寿朗     | 大和久満             |
| 夕ぐれ               | 昭和61年 | 小川清子     | 大和久満             |
| 恋の菅笠             | 昭和62年 | 小川清子     | 大和久満             |
| 明石町               | 昭和62年 | 小川清子     | 大和久満             |
| 浅茅の路             | 昭和62年 | 由井宏典     | 大和久満             |
| 風流洛中洛外         | 昭和62年 | 谷村陽介     | 大和久満             |
| 花影幻想             | 昭和63年 | 藤間勘紫恵   | 大和久満             |
| 寒田の里             | 昭和63年 | 信元虚園     | 大和久満             |
| 蒼い鶴               | 昭和63年 | 今井道子     | 大和久満             |

## 作曲（平成元年から）
| 曲目                     | 初演       | 作詞             | 作曲     |
| ------------------------ | ---------- | ---------------- | -------- |
| 源氏物語絵巻             | 平成元年   | 田中青滋         | 大和久満 |
| 大和恋飛脚               | 平成元年   | 駒井義之         | 大和久満 |
| 初暦夢の雛鶯             | 平成元年   | 辻村ジュサブロー | 大和久満 |
| 雪の降る街を             | 平成元年   | 内村直也         | 大和久満 |
| 花を恋い                 | 平成元年   | 山口洋子         | 大和久満 |
| 菊若葉                   | 平成元年   | 萩原雪夫         | 大和久満 |
| 娘みこし                 | 平成元年   | 岩田道之輔       | 大和久満 |
| 宮戸川                   | 平成元年   | 岩田道之輔       | 大和久満 |
| 恋瀬舟                   | 平成元年   | 岩田道之輔       | 大和久満 |
| 恋ほたる                 | 平成元年   | 岩田道之輔       | 大和久満 |
| 奥山もみじ               | 平成元年   | 岩田道之輔       | 大和久満 |
| 深川しぐれ               | 平成元年   | 岩田道之輔       | 大和久満 |
| 一期一会の恋             | 平成2年    | 駒井義之         | 大和久満 |
| 京の川                   | 平成2年    | 堀田将司         | 大和久満 |
| 淀君                     | 平成2年    | 谿渓太郎         | 大和久満 |
| 恋の流し雛               | 平成2年    | 辻村ジュサブロー | 大和久満 |
| 兵庫旅情 攝播の五泊      | 平成3年    | 駒井義之         | 大和久満 |
| 兵庫旅情 淡路の神話      | 平成3年    | 駒井義之         | 大和久満 |
| 兵庫旅情 芦屋の処女      | 平成3年    | 駒井義之         | 大和久満 |
| 兵庫旅情 明石の源氏      | 平成3年    | 駒井義之         | 大和久満 |
| 兵庫旅情 神崎の梅が枝    | 平成3年    | 駒井義之         | 大和久満 |
| 兵庫旅情 須磨の敦盛      | 平成3年    | 駒井義之         | 大和久満 |
| 兵庫旅情 宝津の友君      | 平成3年    | 駒井義之         | 大和久満 |
| 恋は根岸                 | 平成3年    | 岩田道之輔       | 大和久満 |
| 雪の朝                   | 平成3年    | 岩田道之輔       | 大和久満 |
| 松                       | 平成3年    | 岩田道之輔       | 大和久満 |
| 梅                       | 平成3年    | 岩田道之輔       | 大和久満 |
| 雨                       | 平成3年    | 岩田道之輔       | 大和久満 |
| 城                       | 平成3年    | 岩田道之輔       | 大和久満 |
| 壽                       | 平成3年    | 岩田道之輔       | 大和久満 |
| 舟                       | 平成3年    | 岩田道之輔       | 大和久満 |
| 夢                       | 平成3年    | 岩田道之輔       | 大和久満 |
| 舞                       | 平成3年    | 岩田道之輔       | 大和久満 |
| 深川雀                   | 平成3年    | 萩原雪夫         | 大和久満 |
| 斎王                     | 平成4年    | 勝美伊三次       | 大和久満 |
| 花の面影                 | 平成4年    | 萩原雪夫         | 大和久満 |
| この女生涯婚姻を禁ず     | 平成4年    | 福田一郎         | 大和久満 |
| 六花傘                   | 平成4年    | 猿若清方         | 大和久満 |
| 夢あかり                 | 平成4年    | 駒井義之         | 大和久満 |
| 鯉の舞                   | 平成5年    | 東彰治           | 大和久満 |
| 思桜                     | 平成5年    | 吉岡治           | 大和久満 |
| 博多ばやし               | 平成5年    | 花柳滝蔵         | 大和久満 |
| 阿国かぶかん             | 平成5年    | 谷村陽介         | 大和久満 |
| 戌の春                   | 平成5年    | 信元虚園         | 大和久満 |
| お峰抄                   | 平成6年    | 谿渓太郎         | 大和久満 |
| 舞の道                   | 平成6年    | 芝千洲           | 大和久満 |
| あすなろうの詩（雪月花） | 平成6年    | 芝千洲           | 大和久満 |
| 隠り沼                   | 平成6年    | 伊藤晃           | 大和久満 |
| 鹿鳴館に行った女         | 平成6年    | 植田伸爾         | 大和久満 |
| 彼岸ざくら               | 平成6年    | 榎本滋民         | 大和久満 |
| お玉花しぐれ             | 平成6年    | 猿若清方         | 大和久満 |
| かくれんぼ               | 平成6年    | 岩田道之輔       | 大和久満 |
| 舞妓                     | 平成6年    | 岩田道之輔       | 大和久満 |
| 江戸の賑い               | 平成6年 岩 | 田道之輔         | 大和久満 |
| 浅草田圃                 | 平成6年    | 岩田道之輔       | 大和久満 |
| 花小袖                   | 平成6年    | 岩田道之輔       | 大和久満 |
| 亥年の春                 | 平成6年    | 信元虚園         | 大和久満 |
| 蔵の中                   | 平成6年    | 久世光彦         | 大和久満 |
| 繪島配所                 | 平成6年    | 海津一郎         | 大和久満 |
| 笹小舟                   | 平成7年    | 吉田香代子       | 大和久満 |
| 花洛道成寺               | 平成7年    | 駒井義之         | 大和久満 |
| 初丸髷                   | 平成7年    | 田中青滋         | 大和久満 |
| 四季の舞松               | 平成7年    | 内春生           | 大和久満 |
| 子の春                   | 平成7年    | 信元虚園         | 大和久満 |
| あじさい                 | 平成8年    | 岩田道之輔       | 大和久満 |
| 舟ゆらら                 | 平成8年    | 岩田道之輔       | 大和久満 |
| 春譜                     | 平成8年    | 由井宏典         | 大和久満 |
| 花ゆかり                 | 平成9年    | 花柳壽輔（補作） | 大和久満 |
| まほろばの四季           | 平成9年    | 藤須磨子         | 大和久満 |
| 恋桜                     | 平成9年    | 東條走           | 大和久満 |
| 四季のもの売り           | 平成10年   | 小川清子         | 大和久満 |
| 憧れ（月と河童）         | 平成10年   | 猿若清方         | 大和久満 |
| 砂引草の花               | 平成10年   | 飯塚幸恵         | 大和久満 |

## 主催の発表会
長唄・大和楽の七葉会、大和楽大和会、名古屋満つる会。

## 収録CD
- 1975年（昭和50年） 日本コロムビア株式会社より『大和楽全集』。
- 1977年（昭和52年） 三味線独奏曲『北斎浮世絵の旅』作曲・レコード発売（芳村伊十七）。
- 1977年（昭和52年） 『今藤長之・芳村伊十七長唄名曲選』。
- 1991年（平成3年） 『大和楽大全集』CD、『邦楽ナンバーワンアーティストによる日本の音／三味線／芳村伊十七』CD発売。
- 1998年（平成10年） 『新大和楽選集』CD発売。

## 公式サイト
- 大和楽ホームページ - ウェイバックマシン（2004年6月22日アーカイブ分）